# Amélia Rodrigues (poeta)
Amélia Augusta do Sacramento Rodrigues (Santo Amaro de la Purificación, 26 de mayo de 1861—Salvador, 22 de agosto de 1926) fue una educadora, escritora, teatróloga, y poetisa brasileña. Era originaria de Santo Amaro, donde también nació Misael Brás Pereira, el poeta Colibri; esta autodidacta fue un ícono de inteligencia, sabedora, de carácter incólume, benevolencia y su rectitud en el procedimiento. Fue rábula(abogada sin graduación), periodista, encadernadora de libros, bibliotecaria del Colegio Teodoro Sampaio. Amaba la tierra y a su gente.

## Biografía
Era nacida en la Hacienda Campos, de la freguesia de Oliveira dos Campinhos, entonces perteneciente al municipio bahiano de Santo Amaro, estudió con el Colegio Alexandrino do Prado y, después, con Antônio Araújo Gomes de Sá y Manuel Rodrigues de Almeida, completó su formación en el colegio entonces mantenido por Cândida Álvares dos Santos.
Comenzó a enseñar en Arraial da Lapa, y más tarde en Santo Amaro de la Purificación, donde lo hizo durante ocho años. En 1891 fue transferida a Salvador al Colegio Central de Santo Antônio. Allí, en 1905, uno de sus alumnos fue seleccionado para enseñar idioma inglés por el sistema del filósofo positivista Herbert Spencer. Amélia Rodrigues no sólo ayudó a entender el pensamiento de este filósofo, sino lo complementó para su enseñanza.
Retirada, regresó a la enseñanza más dinámica: fundó el "Instituto Maternal Maria Auxiliadora", que más tarde se transformaría en "Ação dos Expostos".

## Obra
Se dedicó al periodismo como colaboradora de publicaciones religiosas como "O Mensageiro da Fé", "A Paladina", y "A Voz". Escribió algunas piezas teatrales, entre las cuales "Fausta", y "A Natividade". Fue autora de los poemas "Religiosa Clarisse", y "Bem me queres". Produjo además obras didácticas, literatura infantil, y novelas.

## Honores

### Eponimia
El gobierno del Estado de Bahia, a través de la ley Nº 182, del 20 de octubre de 1961, creó el municipio de "Amélia Rodrigues", em homenagem à educadora.

## El espíritu Amélia Rodrigues
Para los seguidores de la doctrina espiritista, después de la muerte de su cuerpo físico, el espíritu de Amelia Rodrigues continuó su trabajo en el llamado plano espiritual, donde, en la actualidad, parte de la falange Joanna de Ângelis, mentora de Divaldo Pereira Franco.